# Șîșkivți, Borșciv
Șîșkivți (în ucraineană Шишківці) este un sat în comuna Skoveatîn din raionul Borșciv, regiunea Ternopil, Ucraina.

## Demografie
Componența lingvistică a localității Șîșkivți
     Ucraineană (98,86%)
     Rusă (1,14%)
Conform recensământului din 2001, majoritatea populației localității Șîșkivți era vorbitoare de ucraineană (98,86%), existând în minoritate și vorbitori de rusă (1,14%).